# Zhuji
För andra betydelser, se Zhuji (olika betydelser).
Zhuji, tidigare känt som Chuki, är en stad på häradsnivå i östra Kina, och tillhör Shaoxings stad på prefekturnivå  i provinsen Zhejiang. Den ligger omkring 60 kilometer söder om provinshuvudstaden Hangzhou. Befolkningen uppgick till 1 070 675 invånare vid folkräkningen år 2000, varav 209 848 invånare bodde i centralorten. Stadshäradet var år 2000 indelat i 29 köpingar (zhen) och 6 socknar (xiang). 
Staden har en lång historia och många kända kineser kommer från orten, bland annat Yao Wenyuan som var medlem i de fyras gäng.